# Dongfeng Shuiku (reservoar i Kina, Fujian, lat 27,94, long 118,47)
Dongfeng Shuiku (kinesiska: 东风水库) är en reservoar i Kina. Den ligger i provinsen Fujian, i den sydöstra delen av landet, omkring 220 kilometer norr om provinshuvudstaden Fuzhou. Dongfeng Shuiku ligger 298 meter över havet. Arean är 0,73 kvadratkilometer. I omgivningarna runt Dongfeng Shuiku växer i huvudsak blandskog. Den sträcker sig 1,2 kilometer i nord-sydlig riktning, och 1,5 kilometer i öst-västlig riktning.
Genomsnittlig årsnederbörd är 2 442 millimeter. Den regnigaste månaden är juni, med i genomsnitt 445 mm nederbörd, och den torraste är oktober, med 37 mm nederbörd.